# Martin Buber

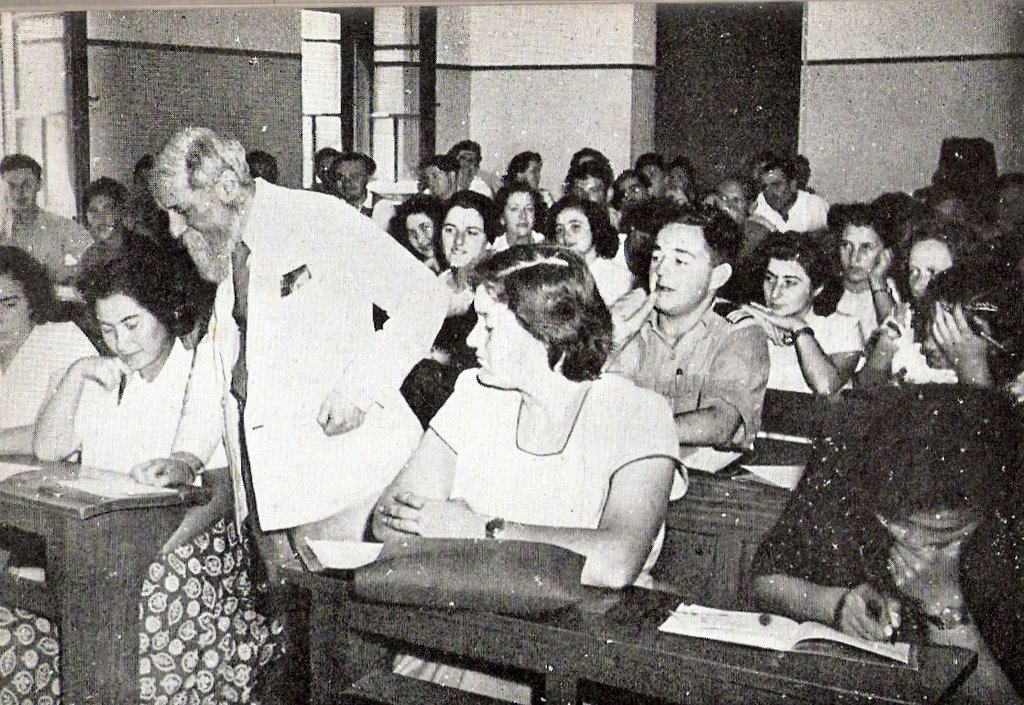
Martin Buber

Martin Buber (wym. niem. MAF: [ˈmaʁtiːn̩ ˈbuːbɐ], posłuchajⓘ; ur. 8 lutego 1878 w Wiedniu, zm. 13 czerwca 1965 w Jerozolimie) – austriacki i izraelski filozof i religioznawca pochodzenia żydowskiego, poliglota. Badacz tradycji żydowskiej judaizmu i chasydyzmu.

## Życiorys

### Dzieciństwo i młodość
Martin urodził się w 1878 roku w Wiedniu w Monarchii Austro-Węgierskiej (obecnie terytorium Austrii). Urodził się w ortodoksyjnej rodzinie żydowskiej. Jego hebrajskim imieniem było Mordechaj. Jego rodzice rozwiedli się (w 1881), i Mordechaj spędzał większość swojego dzieciństwa u dziadka Salomona Bubera we Lwowie (obecnie terytorium Ukrainy). Dziadek był głęboko wierzącym żydem, studiującym literaturę rabiniczną i midrasze. W domu mówiono w języku niemieckim, jidysz i po polsku. Buber uczył się w polskim gimnazjum im. Franciszka Józefa. Znał 14 języków. W trakcie nauki interesował się kulturą europejską i filozofią. Czytał pisma filozofów Immanuela Kanta, Sørena Kierkegaarda i Friedricha Nietzschego, a Nietzschego chciał przekładać na język polski. Filozofowie ci wywarli silny wpływ na kształtowanie jego poglądów. Pod ich wpływem podjął decyzję o zerwaniu swoich więzi z religią.
Córką jego siostry była Miriam Braude.
W 1896 roku, po maturze, Martin wyjechał do Wiednia i rozpoczął studia akademickie, obejmujące filozofię, historię sztuki, germanistykę i językoznawstwo. Studiował również w Lipsku, Zurichu i Berlinie. Na studiach poznał swoją przyszłą żonę, Paulę Winkler. W 1904 roku ukazała się jego praca doktorska „Przyczynki do historii problemu indywiduacji” (niem. Beiträge zur Geschichte des Individuationsproblems), w której omówił filozofię Jakuba Böhmego i Mikołaja z Kuzy.

### Działalność publiczna
W 1898 roku osobiście spotkał się z Theodorem Herzlem i po poznaniu jego koncepcji dołączył do ruchu syjonistycznego. Buber nie zgadzał się jednak we wszystkim z Herzlem. Dla Herzla celem syjonizmu było ustanowienie państwa żydowskiego w Ziemi Izraela, ale nie uważał on aby religia była konieczna dla narodu żydowskiego. W jej miejscu widział on kulturę żydowską. Buber dostrzegł potencjał społeczny i duchowy tkwiący w ruchu syjonistycznym. Jednak w przeciwieństwie do Herzla uważał, że nowe państwo będzie potrzebowało religii. Dodawał przy tym, że niezbędnym jest przeprowadzenie reformy judaizmu. W 1902 roku został redaktorem naczelnym tygodnika syjonistycznego Die Welt, jednak rok później ze względu na różnicę zdań z Herzlem wycofał się z tej pracy .

### Działalność badawcza
W 1903 roku Buber zaangażował się w badania ruchu chasydzkiego. Z wielkim uznaniem podziwiał zaangażowanie wspólnot chasydzkich w codzienne życie religijne. W przeciwieństwie do zaangażowanych politycznie organizacji syjonistycznych, chasydzi skupiali się na tych wartościach, które Buber zalecał do przyjęcia przez syjonizm. Buber uznał chasydyzm za źródło kulturowej odnowy dla judaizmu. W 1904 roku wycofał się ze wszystkich swoich prac w organizacjach syjonistycznych, poświęcając się badaniom i pisaniu. W 1906 roku opublikował w języku niemieckim opowieść o rabinie Nachmanie z Bracławia (niem. Die Geschichten des Rabbi Nachman), a w 1908 roku opublikował zbiór opowieści o twórcy chasydyzmu Baal Szem Towie (niem. Die Legende des Baalschem). Jednak jego interpretacja chasydzkiej tradycji spotkała się z ostrą krytyką uczonych, takich jak na przykład rabina Chaima Potoka. Pomimo to, Buber nadal kontynuował swoje badania, publikując liczne opracowania. Wygłaszał również wiele wykładów na temat judaizmu, zyskując sobie sporą liczbę uczniów.
Podczas I wojny światowej przeniósł się z Berlina do Heppenheim (Bergstraße), gdzie przyczynił się do powstania Żydowskiego Komitetu Narodowego. Jego celem było niesienie pomocy Żydom z Europy Wschodniej. W tym czasie został redaktorem naczelnym żydowskiego pisma ukazującego się w języku niemieckim Der Jude. Stanowisko to piastował do 1924 roku. W 1923 roku napisał swój najsłynniejszy esej „Ja i Ty” (niem. Ich und Du), w którym przedstawił zasady dialogicznej filozofii. Dwa lata później rozpoczął tłumaczenie hebrajskiej Biblii na język niemiecki. W latach 1926–1928 był redaktorem naczelnym pisma Die Kreatur. W 1930 roku otrzymał stanowisko profesora honorowego na Uniwersytecie we Frankfurcie. Gdy w styczniu 1933 roku naziści doszli do władzy w Republice Weimarskiej, Buber zrezygnował ze stanowiska uniwersyteckiego. Uczynił to jako protest przeciwko objęciu władzy przez Adolfa Hitlera i NSDAP. W dniu 4 października 1933 roku Niemcy zabronili mu wygłaszania wykładów.
W 1938 roku wyjechał z III Rzeszy do Brytyjskiego Mandatu Palestyny. Został profesorem na Uniwersytecie Hebrajskim w Jerozolimie. Wykładał filozofię społeczną i socjologię kultury. W kolejnych latach kontynuował swoje badania religijne i tłumaczenie tekstów biblijnych. W 1950 roku został kandydatem do nagrody Nobla w dziedzinie literatury. W 1953 roku otrzymał Nagrodę Pokojową Księgarzy Niemieckich. W latach 1960–1962 był pierwszym prezydentem Izraelskiej Akademii Nauk. W 1963 roku otrzymał prestiżową Nagrodę Erazma.
Zmarł 13 czerwca 1965 roku w swoim domu w osiedlu Talpijjot w Jerozolimie. Został pochowany w Jerozolimie.

## Dorobek naukowy

### Chasydyzm
Był badaczem chasydyzmu (w Polsce popularna jest jego książka Opowieści chasydów) i ten właśnie nurt religijno-filozoficzny ukształtował sposób myślenia Bubera. Chasydzi prowadzili bowiem dialog z Bogiem, obecnym w swoich emanacjach. Każda rzecz, każde działanie łączyło się z chwałą Bożą, a wspólnotę budowano na indywidualizmie poszczególnych jednostek. Stąd antropocentryzm Bubera, jego niechęć do myślenia systemowego oraz irracjonalizm.

### Ja i Ty
Szczególne znaczenie Buber przypisywał przykazaniu miłości. Odzwierciedla się to w jego najważniejszym dziele „Ja i Ty” (1923). Filozofia Bubera ma wymiar optymistyczny – przez prostotę, pokorę, radość, zaangażowanie jesteśmy w stanie „zbliżyć” Boga do naszego świata. Buber krytykuje zarówno kolektywizm, jak i skrajny indywidualizm, należy bowiem być zarówno dla siebie, jak i dla drugiego człowieka. Wszelkie prawdziwe życie jest spotkaniem, nasze „ja” jest zawsze zwrócone ku czemuś. Kryzys relacji jest kryzysem człowieka. Człowiek jest osobą - duchem i podmiotem. Wchodzi z rzeczywistością w relację monologową - „ja-ono”, oraz dialogową - „ja-ty” (odnoszącą się do człowieka) oraz „ja-Ty” (odnoszącą się do Boga). Te trzy rodzaje relacji odpowiadają trzem częściom książki. W relacji „ja-ono” brak jest dialogu, ale jest ona nieodzowna dla ludzkiego życia, ważne jest także poznanie naukowej istoty. Nie można jednak sprowadzić do relacji „ja-ono” każdego człowieka, jest ona przede wszystkim relacją z rzeczami. Trzeba wejść z kimś w relację „ja-ty”. Zakłada ona: świadomą osobę, potencjalność człowieka, realizację dobra, uznanie partnera dialogu, świadomość obcowania z drugim człowiekiem – dziełem Stwórcy.
Problem polega na tym, że ludzie zamiast wchodzić w dialog – monologują. Czynią tak, gdyż boją się odsłonić, niekiedy stwarzają pozory dialogu. Buber stoi na stanowisku, iż – generalnie – w dialog „ja-Ty” można wejść z tylko jedną osobą. Kosztuje on bowiem wiele wysiłku i energii. 
Punktem odniesienia dla wszystkich relacji „ja-ty”, jest relacja z Bogiem, „ja-Ty”. Do tej rzeczywistości odnosi się Buber w następujących słowach: „w każdym ty, zwracamy się ku Ty wiecznemu”, „Sens ty (...) nie może się wypełnić, aż do momentu odnalezienia nieskończonego Ty.”

### Pozostała twórczość
Pisał również na temat relacji chrześcijaństwa do judaizmu. Uważany jest za współtwórcę nurtu filozofii zwanego filozofią dialogu (książka Ja i Ty), w Polsce rozwijanego m.in. przez ks. Józefa Tischnera.
Płodny komentator Biblii oraz tłumacz na niemiecki Biblii hebrajskiej.

## Publikacje
| - Die Geschichten des Rabbi Nachman. 1906. Brak numerów stron w książce - Die fünfzigste Pforte. 1907. Brak numerów stron w książce - Die Legende des Baalschem. 1908. Brak numerów stron w książce - Daniel – Gespräche von der Verwirklichung. 1913. Brak numerów stron w książce - Die jüdische Bewegung – gesammelte Aufsätze und Ansprachen 1900–1915. 1916. Brak numerów stron w książce - Vom Geist des Judentums – Reden und Geleitworte. 1916. Brak numerów stron w książce - Die Rede, die Lehre und das Lied – drei Beispiele. 1917. Brak numerów stron w książce - Ereignisse und Begegnungen. 1917. Brak numerów stron w książce - Chinesische Geister- und Liebesgeschichten. 1919. Brak numerów stron w książce - Der grosse Maggid und seine Nachfolge. 1922. Brak numerów stron w książce - Reden über das Judentum. 1923. Brak numerów stron w książce - Ich und Du. 1923. Brak numerów stron w książce - Das Verborgene Licht. 1924. Brak numerów stron w książce - Die chassidischen Bücher. 1928. Brak numerów stron w książce - Aus unbekannten Schriften. 1928. Brak numerów stron w książce - Ekstatische Konfessionen. 1909. Brak numerów stron w książce - Zwiesprache. 1932. Brak numerów stron w książce - Kampf um Israel -Reden und Schriften 1921–1932. 1933. Brak numerów stron w książce - Hundert chassidische Geschichten. 1933. Brak numerów stron w książce - Die Troestung Israels : aus Jeschajahu, Kapitel 40 bis 55. 1933. Brak numerów stron w książce (razem z Franzem Rosenzweig) - Erzählungen von Engeln, Geistern und Dämonen. 1934. Brak numerów stron w książce - Das Buch der Preisungen. 1935. Brak numerów stron w książce (razem z Franzem Rosenzweig) - Deutung des Chassidismus – drei Versuche. 1935. Brak numerów stron w książce - Die Josefslegende in aquarellierten Zeichnungen eines unbekannten russischen Juden der Biedermeierzeit. 1935. Brak numerów stron w książce - Die Schrift und ihre Verdeutschung. 1936. Brak numerów stron w książce (razem z Franzem Rosenzweig) - Aus Tiefen rufe ich Dich – dreiundzwanzig Psalmen in der Urschrift. 1936. Brak numerów stron w książce - Das Kommende : Untersuchungen zur Entstehungsgeschichte des Messianischen Glaubens – 1. Königtum Gottes. 1936. Brak numerów stron w książce - Die Stunde und die Erkenntnis – Reden und Aufsätze 1933–1935. 1936. Brak numerów stron w książce - Zion als Ziel und als Aufgabe – Gedanken aus drei Jahrzehnten – mit einer Rede über Nationalismus als Anhang. 1936. Brak numerów stron w książce - Worte an die Jugend. 1938. Brak numerów stron w książce | - Moseh. 1945. Brak numerów stron w książce - Dialogisches Leben – gesammelte philosophische und pädagogische Schriften. 1947. Brak numerów stron w książce - Der Weg des Menschen : nach der chassidischen Lehre. 1948. Brak numerów stron w książce - Das Problem des Menschen. 1948. Brak numerów stron w książce - Die Erzählungen der Chassidim. 1949. Brak numerów stron w książce - Gog und Magog – eine Chronik. 1949. Brak numerów stron w książce - Israel und Palästina – zur Geschichte einer Idee. 1950. Brak numerów stron w książce - Der Glaube der Propheten. 1950. Brak numerów stron w książce - Pfade in Utopia. 1950. Brak numerów stron w książce - Zwei Glaubensweisen. 1950. Brak numerów stron w książce - Urdistanz und Beziehung. 1951. Brak numerów stron w książce - Der utopische Sozialismus. 1952. Brak numerów stron w książce - Bilder von Gut und Böse. 1952. Brak numerów stron w książce - Die Chassidische Botschaft. 1952. Brak numerów stron w książce - Recht und Unrecht – Deutung einiger Psalmen. 1952. Brak numerów stron w książce - An der Wende – Reden über das Judentum. 1952. Brak numerów stron w książce - Zwischen Gesellschaft und Staat. 1952. Brak numerów stron w książce - Das echte Gespräch und die Möglichkeiten des Friedens. 1953. Brak numerów stron w książce - Einsichten : aus den Schriften gesammelt. 1953. Brak numerów stron w książce - Reden über Erziehung. 1953. Brak numerów stron w książce - Gottesfinsternis – Betrachtungen zur Beziehung zwischen Religion und Philosophie. 1953. Brak numerów stron w książce - Hinweise – gesammelte Essays. 1953. Brak numerów stron w książce - Die fünf Bücher der Weisung – Zu einer neuen Verdeutschung der Schrift. 1954. Brak numerów stron w książce (razem z Franzem Rosenzweig) - Die Schriften über das dialogische Prinzip (Ich und Du, Zwiesprache, Die Frage an den Einzelnen, Elemente des Zwischenmenschlichen). 1954. Brak numerów stron w książce - Sehertum – Anfang und Ausgang. 1955. Brak numerów stron w książce - Der Mensch und sein Gebild. 1955. Brak numerów stron w książce - Schuld und Schuldgefühle. 1958. Brak numerów stron w książce - Begegnung – autobiographische Fragmente. 1960. Brak numerów stron w książce - Logos: zwei Reden. 1962. Brak numerów stron w książce - Der Jude und sein Judentum. Köln: Joseph Melzer Verlag, 1963. Brak numerów stron w książce - Nachlese. 1965. Brak numerów stron w książce |

### Dzieła wspólne
- Martin Buber: Werke - I Schriften zur Philosophie. Paul Mendes-Flohr & Peter Schäfer i Martina Urban. Berlin: Berliner Akademie der Wissenschaften/Israel Academy of Sciences and Humanities, 1962. Brak numerów stron w książce
- Martin Buber: Werke - III Schriften zum Chassidismus. Paul Mendes-Flohr & Peter Schäfer i Martina Urban. Berlin: Berliner Akademie der Wissenschaften/Israel Academy of Sciences and Humanities, 1963. Brak numerów stron w książce
- Martin Buber: Werke - II Schriften zur Bibel. Paul Mendes-Flohr & Peter Schäfer i Martina Urban. Berlin: Berliner Akademie der Wissenschaften/Israel Academy of Sciences and Humanities, 1964. Brak numerów stron w książce

### Tłumaczenia na język polski
- 1983. Opowieści rabina Nachmana, przeł. Edward Zwolski, Paris: Éditions du Dialogue.
- 1992. Ja i Ty, przeł. Jan Doktór, Warszawa : IW PAX.
- 1993. Problem człowieka, przeł. i wstępem opatrzył Jan Doktór, Warszawa : Wydaw. Naukowe PWN.
- 1995. Dwa typy wiary, tłum. Juliusz Zychowicz ; przedm. Adam Żak ; posł. David Flusser, Kraków : Znak.
- 1998. Mojżesz, przeł. Ryszard Wojnakowski, Warszawa : Cyklady.
- 1999. Gog i Magog : kronika chasydzka, przeł. i wstępem opatrzył Jan Garewicz, Warszawa : Wydaw. Nauk. PWN.
- 2004. Opowieści o aniołach, duchach i demonach, przeł. Ryszard Wojnakowski, Warszawa : „Cyklady”.
- 2005. Opowieści chasydów, tłum., uwagami i posł. opatrzył Paweł Hertz, wyd. 3 popr., Poznań : W drodze ; Warszawa : Fundacja Zeszytów Literackich.